# Linda Evangelista
Linda Evangelista (ur. 10 maja 1965 w St. Catharines w prowincji Ontario) – kanadyjska supermodelka.
Karierę w branży mody zaczęła w 1984, kiedy to podpisała kontrakt z Elite Model Management po przeprowadzce z Kanady do Nowego Jorku. W 1988, zasugerowawszy się opinią fotografa Petera Lindbergha, ścięła włosy, a krótka fryzura otrzymała na jej cześć nazwę „The Linda” i wkrótce stała się jej znakiem charakterystycznym oraz punktem wyjściowym w karierze podczas ery supermodelek. Stała się muzą fotografa Stevena Meisela.
Uznawana za jedną z najbardziej zasłużonych i wpływowych modelek wszech czasów. Wystąpiła na ponad 700 okładkach różnorodnych magazynów mody, m.in. 24-krotnie na pierwszej stronie włoskiej edycji czasopisma Vogue. Okrzyknięto ją „kameleonem przemysłu modowego”. Była jedną z najpopularniejszych kobiet w kulturze masowej przełomu lat 80. i 90. XX wieku.

## Życiorys
W 1977, mając 12 lat, wygrała konkurs Miss Teen Niagara. Rzeczywistą karierę w modelingu rozpoczęła jednak dopiero w latach 80. Pracowała dla najbardziej luksusowych marek w świecie mody, występując na wybiegach czy uczestnicząc w kampaniach reklamowych.
W 1990 została uznana przez magazyn „People” za jedną z 50 najpiękniejszych ludzi na świecie. Po pojawieniu się wraz z Naomi Campbell, Cindy Crawford, Christy Turlington i Tatjaną Patitz na okładce styczniowego wydania brytyjskiego „Vogue” w 1990, modelki wystąpiły w teledysku George’a Michaela Freedom '90. Wkrótce zostały okrzyknięte największymi supermodelkami lat 90. XX wieku.
W 1992 wystąpiła w kolejnym teledysku George’a Michaela, do piosenki „Too Funky”. W 1994 zagrała wraz z innymi supermodelkami w filmie Prêt-à-Porter.
W 2003 otrzymała gwiazdę na Walk of Fame w Toronto w Kanadzie.
Jej twarz wielokrotnie zdobiła okładki najbardziej prestiżowych magazynów mody na świecie: „Vogue”, „Marie Claire”, „Harper’s Bazaar”, „Glamour”, „Elle”, „Numéro”, „Allure”.
W 2007 wycofała się z modelingu, jednak w 2013 powróciła do branży, co zaowocowało podpisaniem nowych kontraktów z agencjami w Sydney, Nowym Jorku i Londynie, okładkami i sesjami zdjęciowymi m.in. do niemieckiego, hiszpańskiego i włoskiego wydania „Vogue’a” oraz hiszpańskiej edycji „Harper’s Bazaar”, oraz reklamą perfum dla włoskiego domu mody Moschino.
W roku 2015 poddała się zabiegowi kriolipolizy, który jednak w jej przypadku zakończył się niepowodzeniem i zamiast zredukować nadmiar tkanki tłuszczowej, spowodował po paru miesiącach rzadko spotykane po tym zabiegu komplikacje, m.in. niekontrolowany przyrost tej tkanki (określany też skrótem PAH, z ang. paradoxical adipose hyperplasia). Modelka przestała pokazywać się publicznie i udzielać wywiadów. Dopiero w 2022 roku zgodziła się w rozmowie z dziennikarzami tygodnika „People” opisać swoje problemy, których doświadczała od czasu zabiegu.